# On Your Side
On Your Side è un singolo del duo musicale australiano The Veronicas, pubblicato il 14 ottobre 2016 come primo estratto dal quinto album in studio Human.

## Descrizione
Scritto dalle sorelle Origliasso insieme a Wayne Hector e Jim Eliot, il brano è stato prodotto dal produttore svedese Ollipop ed è uscito nell'autunno del 2016 per l'etichetta Sony Music. Successivamente, è stato inserito nel quinto album in studio del duo, Human, pubblicato nel giugno 2021.

Il testo della canzone parla dell'augurio di felicità ad un ex amante nonostante il dolore causato dalla fine della relazione. Spiegando il significato della canzone, Jessica Origliasso ha detto:

## Video musicale
Il video musicale, diretto da Ruby Rose, è stato pubblicato sul canale YouTube del duo il 17 ottobre 2016 e descrive una relazione romantica che ha a che fare con la dipendenza.

## Tracce
CD single
1. On Your Side – 2:51
2. In My Blood (Leaf Remix) – 3:28

Download digitale
1. On Your Side – 2:51

## Classifiche
| Classifica (2016) | Posizione massima |
| ----------------- | ----------------- |
| Australia         | 19                |